# Ferdydurke
 (mai 2013).
Si vous disposez d'ouvrages ou d'articles de référence ou si vous connaissez des sites web de qualité traitant du thème abordé ici, merci de compléter l'article en donnant les références utiles à sa vérifiabilité et en les liant à la section « Notes et références ».
Ferdydurke est un roman de l'écrivain polonais Witold Gombrowicz, publié en 1937.

## Historique
Considéré comme une pièce maîtresse du postmodernisme européen, Ferdydurke a été publié à un moment inopportun. La Seconde Guerre mondiale, l'instauration par l'Union soviétique d'un régime communiste en Pologne et l'exil de l'auteur pendant vingt-cinq ans en Argentine ont peu favorisé l'intérêt pour ce roman, qui est une exploration singulière et étrange de l'identité.
En Pologne, Ferdydurke est diversement reçu. Certains, comme Bruno Schulz, le considèrent comme une provocation littéraire, comme un Don Quichotte de la littérature polonaise. Aujourd'hui, ce roman est reconnu[Par qui ?] comme ayant été un jalon significatif de l'histoire littéraire.
Après la guerre, Albert Camus, découvrant le livre dans sa traduction espagnole, est immédiatement fasciné. Il écrit une lettre à Gombrowicz qui a émigré en Argentine. L'édition française de Ferdydurke en est postérieure.

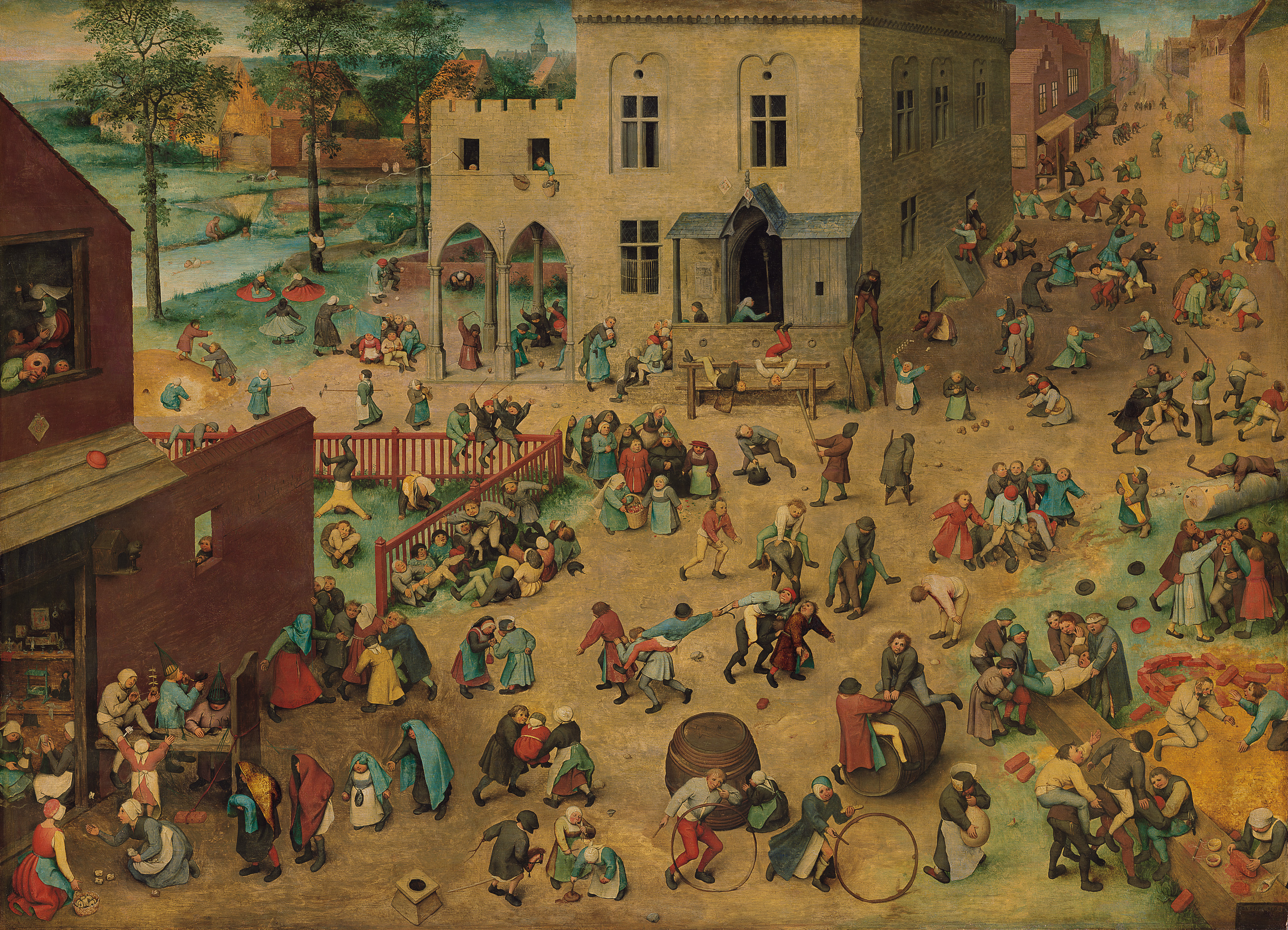
Les Jeux d’enfants-Pieter Brueghel l'Ancien

## Résumé
Dans cette histoire pleine d'humour noir, Jojo (Józio dans la version polonaise) Kowalski décrit la transformation d'un homme de trente ans en un adolescent. Enferré dans sa vie adolescente où se succèdent les rixes entre bandes adverses, les combats de grimaces parodiant les gestes de la messe, la vie de pensionnaire  et les vacances à la campagne chez sa vieille tante, le narrateur est condamné à errer dans un univers qui n'est plus le sien.
Le titre du roman, qui n'apparait pas dans le texte lui-même, serait emprunté à un personnage secondaire du roman de Sinclair Lewis, Babbitt, paru en Pologne au début des années 30 : Freddy Durkee.
| « Devinez qui j’ai rencontré l’autre soir au restaurant De Luxe ? Je vous le dis tout de suite ! Notre vieil ami Freddy Durkee. » |

## La structure narrative
Le narrateur erre donc de lieux en lieux sans jamais savoir vraiment pour quels motifs: on le ramène à l'école alors qu'il se sent adulte, on le place dans une famille, il suit son camarade Mientus à la recherche d'un mystérieux valet de ferme et atterrit miraculeusement dans la maison de campagne de sa tante… Il avance comme mû par une force supérieure et absurde qu'il renonce à comprendre.
Si au début le narrateur ne supporte pas sa condition infantile, il s'en accommode peu à peu et arrive même à en tirer avantage auprès de la famille Lejeune (sa famille d'accueil) ou de sa tante, qui lui glisse des bonbons dans les poches. En outre, les adultes qu'il croise (l'éducateur Pimko, le couple Lejeune ou sa famille aristocrate) finissent invariablement par adopter une attitude infantile une fois le vernis social écorché.
Une autre particularité du roman est que, à deux reprises (chapitres intitulés «Philidor doublé d'enfant» et «Philibert doublé d'enfant»), l'auteur introduit au milieu de son ouvrage des récits sans lien apparent avec l'histoire.

## Analyses
Les exploits de Kowalski sont à la fois comiques et érotiques. En cela le modernisme est plus proche du dadaisme et des Marx Brothers que de T. S. Eliot ou d'Ezra Pound mais comporte une subtile réflexion philosophique sous-jacente.
Gombrowicz dit lui-même de ce roman qu'il n'est pas « …une satire d'une quelconque classe sociale, ni une attaque nihiliste de la culture… Nous vivons une ère de violents changements, de développements accélérés dans laquelle les formes acquises se cassent sous la pression de la vie… la nécessité de trouver une forme pour ce qui n'est pas mûr, ni cristallisé mais encore sous-développé, aussi bien que le grognement que génère l'impossibilité de trouver ce postulat, voilà le moteur principal de mon livre. »
Plus que tout, ce roman est une célébration du langage, plein de néologismes, de pastiches et de jeu linguistique (le « culcul » et la « culcultisation » par exemple).
L’écrivain y mène à la fois le procès de la culture et de l’enseignement qu'il désigne comme une volonté de « culcultiser » les enfants, de les rendre inoffensifs, mignons et bébêtes. Gombrowicz s'en prend également au progrès technique et industriel qui maintient selon lui l’homme dans un état d’infantilisme et d’abêtissement. Il pointe sous le modernisme des Lejeune une volonté artificielle de se distinguer des autres, d'être en avance sur son temps puisqu'il est obligatoire dorénavant « d'être moderne ».

## Adaptations
- Ferdydurke, réalisé par Jerzy Skolimowski, est un film britannique, polonais, français (1991). Comédie dramatique. Durée : 1 h 36. Avec Iain Glen, Fabienne Babe, Judith Godrèche, Robert Stephens, Crispin Glover. Jerzy Skolimowski estime lui-même qu'il s'agit d'un mauvais film, en particulier car pour lui la force de Gombrowicz vient du langage et ne peut être traduite en image. En outre le film est en anglais et, toujours d'après le réalisateur, cet écrivain est intraduisible en anglais et « passe mieux en français[2] »

- Le roman a été adapté par Pierre Marcel, pour un feuilleton radiophonique en dix épisodes, réalisé par Michel Sidoroff, diffusé sur les ondes de France Culture du 10 au 21 janvier 2005, avec notamment Thibault de Montalembert dans le rôle de Joseph Kowalski.